# Жавинац Велики
Жавинац Велики је ненасељено острво у хрватском делу Јадранског мора.
Налази се у акваторији општине Пакоштане 2 км југоисточно од несеља Пакоштане. Површина острва износи 0,028 км². Дужина обалске линије је 0,68 км..